# 2001 en cyclisme
| Années du cyclisme : 1998 - 1999 - 2000 - 2001 - 2002 - 2003 - 2004    |
| Décennies du cyclisme : 1970 - 1980 - 1990 - 2000 - 2010 - 2020 - 2030 |

Les faits marquants de l'année 2001 en cyclisme.

## Principaux décès
- 8 avril : Nello Lauredi, cycliste italien. (° 5 octobre 1924).
- 20 avril : Cino Cinelli, cycliste italien. (° 9 février 1916).